# Sisyromyia lobalis
Sisyromyia lobalis är en tvåvingeart som först beskrevs av Thomson 1869.  Sisyromyia lobalis ingår i släktet Sisyromyia och familjen svävflugor. Inga underarter finns listade i Catalogue of Life.